# 西鄉都督遺蹟紀念碑
西鄉都督遺蹟紀念碑，是位於台灣屏東縣車城鄉的紀念碑，為紀念牡丹社事件中，日本陸軍中將西鄉從道的征臺功勳，已於2011年登錄屏東縣歷史建築。

## 歷史

### 建造背景
1871年，因八瑤灣事件中，54名琉球人誤闖排灣族領地，被當地部落視為入侵者而出草為由，在時任台灣蕃地事務都督西鄉從道的領導下，於5月12日率領日軍出兵於射寮登陸，在5月22日石門攻擊以牡丹社為主的原住民部落後，隨後在則在龜山（今車城鄉國立海洋生物博物館附近）長期駐紮，清帝國對此隨即提出抗議。最終日軍因感染熱病而死亡超過五百人，又耗費六百萬圓以上的鉅額軍費，因此日本政府透過外交手段與清帝國和解，並在該年十一月撤兵。史稱為「牡丹社事件」或「台灣出兵」。

### 日治時期

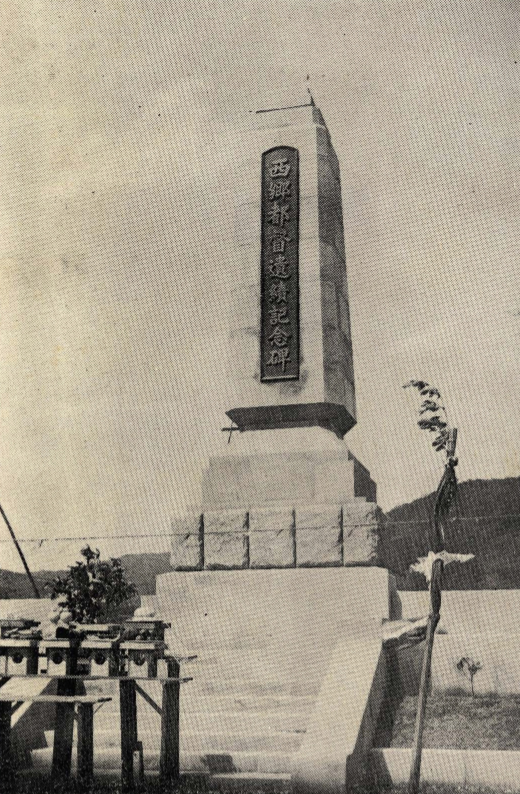
日治時期的西鄉都督遺蹟紀念碑

臺灣在1895年10月因《馬關條約》割讓予日本，為了擴大紀念日本領台四十年，在1935年7月7日通過建立西鄉都督記念碑（車城庄四重溪石門）與樺山總督銅像（基隆車站前）以茲紀念。西鄉都督遺績記念碑為表彰臺灣蕃地事務局都督西鄉從道勝利的光榮，此碑由臺灣總督府官房營繕課井手薰設計，材料為台北士林產的石材與日本產的鬼赤鑄石，在1936年3月13日完工，同月15日舉行除幕式啟用。此碑正面碑銘題字「西鄉都督遺績記念碑 」為台灣總督中川健藏所提，背面碑文為總督府總務掌官平塚廣義所寫。在除幕式當日，出席者有西郷從德（西鄉從道之子）、總督府總務長官平塚廣義、總督官房法務課長山本真平、鈴木理蕃課長、技師井手薰、臺灣軍參謀長荻洲立兵、臺南州知事藤田傊治郎、高雄州知事內海忠司等一百多人列席參加。

### 戰後至今

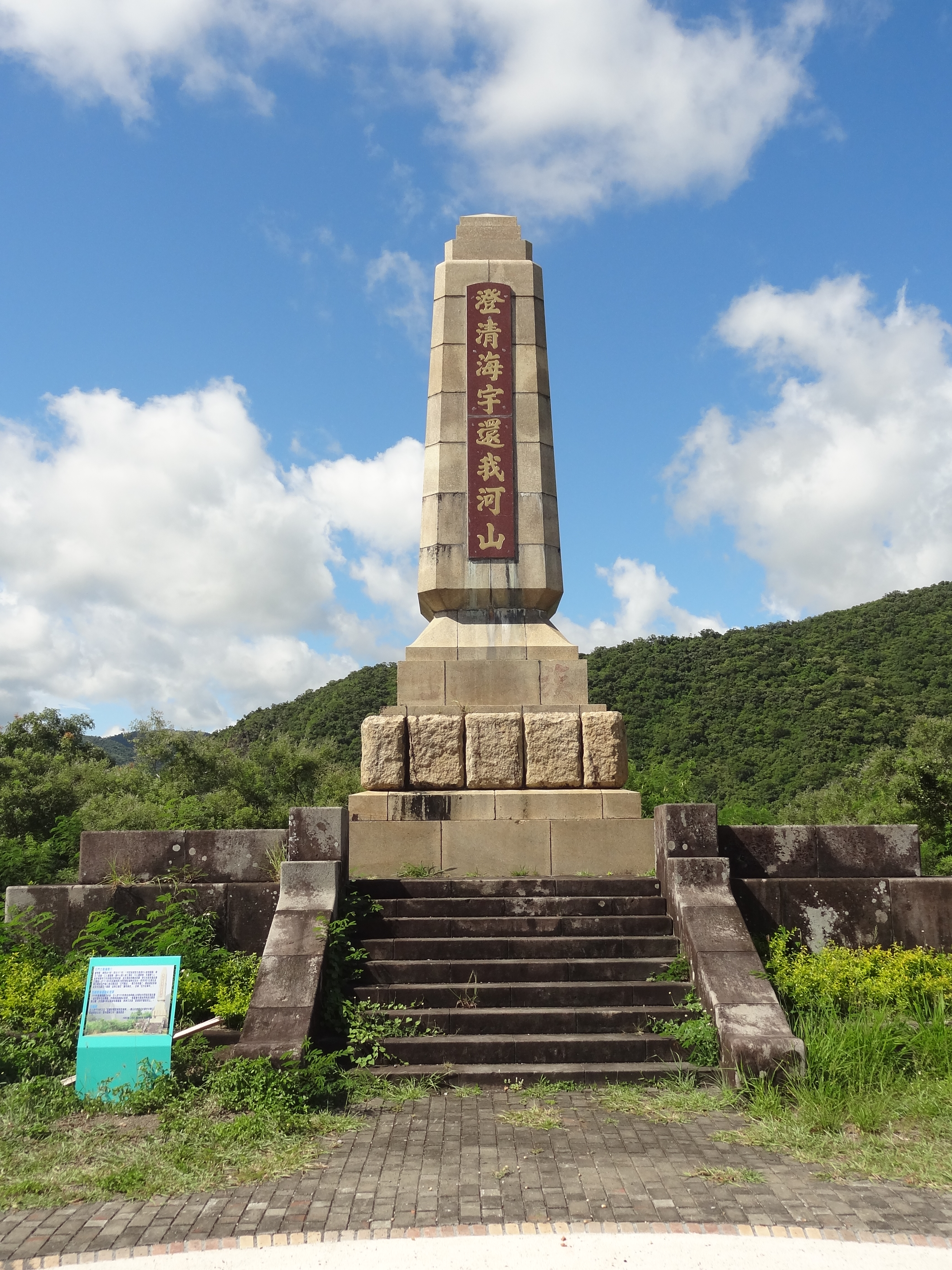
2013年的紀念碑

第二次世界大戰日本投降退出台灣後，1953年，中華民國首任屏東縣縣長張山鐘認為西鄉都督遺績碑碑文有辱國風，遂改為抗日紀念碑，便將碑文撤換成「澄清海宇 還我河山」，以表彰原住民誓死不屈的偉大精神。
2011年12月1日，屏東縣政府依據《文化資產保存法》公告，西鄉都督遺蹟紀念碑為屏東縣文化資產歷史建築碑碣類。2016年11月，屏東縣政府文化處拆除牡丹鄉公所管理的紀念碑上的「澄清海宇 還我河山」，造成有碑無文，引發爭議；牡丹鄉鄉長陳英銘說，屏東縣政府文化處事前完全沒有通知牡丹鄉公所，他至今未見主辦人呈上拆碑文相關資訊，不少原住民以為是牡丹鄉公所拆的。2016年11月21日，屏東縣政府文化處表示，因應還原歷史意涵，經屏東縣文化資產審議委員會開會決議，先拆解西鄉都督遺蹟紀念碑後期附加碑文，再確認修復方式；還原碑文拆除工程完全依據文化資產審議程序辦理，過程中也知會牡丹鄉公所，斷無「硬拆」碑文情事。碑文於2020年修復成原先的「西鄉都督遺跡紀念碑」。

## 形式設計
西鄉都督遺跡紀念碑材料為台北士林產的石材與日本產的鬼赤鑄石所造。

## 外部連結
- 西鄉都督遺蹟紀念碑- 文化部iCulture-文化空間 （页面存档备份，存于）